# Otto Ackermann
Pour les articles homonymes, voir Ackermann.
Otto Ackermann est un chef d'orchestre né en Roumanie, naturalisé suisse, né le 5 octobre 1909 à Bucarest et mort le 9 mars 1960 à Wabern bei Bern.
Ackermann a étudié à l'Académie royale de Bucarest (1920 à 1925) puis avec George Szell et Walther Gmeindl à la Hochschule für Musik de Berlin de 1926/28.
Après être allé à Düsseldorf (auprès de Walter Bruno Iltz) et Brünn, il a travaillé comme chef d'orchestre à Berne (Théâtre municipal entre 1935 et 1947), Zurich (Opéra de Zurich entre 1947 et 1953), à Vienne (Theater an der Wien entre 1947 et 1953) et à Cologne (Directeur musical de l'Opéra de 1954 à 1957). À partir de 1958, il est devenu directeur musical du théâtre de Zurich.
Il a notamment enregistré Beethoven et Dvorak avec l'Orchestre de la Tonhalle de Zurich. Il a beaucoup enregistré pour Concert Hall (Guilde Internationale du disque), en particulier une quasi intégrale des symphonies de MOZART, compositeur dont il était particulièrement spécialiste.